# Приједорска резолуција
Приједорска резолуција је била једна од Муслиманских резолуција бошњашког народа, коју је током Другог светског рата у Приједору (тада у саставу Независне Државе Хрватске) 23. септембра 1941. године усвојила група муслимана и муслиманских верских службеника (илмије) у којој се властима НДХ упућује захтев да се престане са злочинима над православним становништвом.

## Позадина
Током Другог светског рата је територија Босне и Херцеговине припала државној творевини Независној Држави Хрватској чије је формирање, уз подршку Трећег рајха, прогласио Славко Кватерник 10. априла 1941. године

. У Независној Држави Хрватској је убрзо по њеном оснивању започет геноцид над Србима, Јеврејима и Ромима. У циљу спровођења политике геноцида је створен велики број концентрационих логора. Срби, који су тада чинили релативну већину становника Босне и Херцеговине, због одласка муслимана бан Босне протеклих деценија, постали су жртве ове политике геноцида. Мањи део муслиманског становништва се сврстао уз усташе и учествовао у вршењу геноцида. Поред тога, смишљеним активностима као што су коришћење муслиманских одевних предмета током вршења злочина над Србима и намерним гласним ословљавањем муслиманским именаима су усташе изазивале сукобе између Срба и муслимана. Овакви догађаји су утицали на то да муслимани из Босне и Херцеговине усвоје читав низ резолуција:
- Зеничка резолуција
- Сарајевска резолуција
- Приједорска резолуција
- Мостарска резолуција
- Бањалучка резолуција
- Тузланска резолуција
- Бијељинска резолуција и
- Требињска резолуција

У тексту Сарајевске резолуције се констатује да власт НДХ смишљено уноси раздор између муслимана и Срба тиме што се, на основу учешћа појединих муслимана у усташким злочинима, за злочине усташа окривљују муслимани како би се изазвала српска одмазда према муслиманима.
Српско становништво је тада масовно страдало у геноциду, покатоличено, избегло у Србију или приступило одредима које су формирали комунисти (партизани) или одредима Југословенске војске у отаџбини. Учешће одређеног броја муслимана у извршавању геноцида над Србима је било повод за велики број злочина које су нарочито припадници ЈВуО вршили над муслиманима, нарочито на територији источне Босне и Херцеговине, али и на територији Санџака.